# Jackie Jarvis
Jackie Jarvis (nascida a 14 de setembro de 1968) é uma política australiana.
Antes da sua eleição, Jarvis era proprietária de uma vinha e era directora executiva da Rural Regional and Remote Women's Network. Nas eleições da Austrália Ocidental de 2021, Jarvis foi eleita para o Conselho Legislativo da Austrália Ocidental como membro trabalhista do Sudoeste.